# Fitopatologia
Fitopatologia (gr. φυτόν phyton „roślina”, πάθος pathos „cierpienie”, λόγος logos „nauka”) – nauka zajmująca się chorobami roślin, często nazywana patologią roślin.
Nauka wyodrębniona w latach 70. XIX w. jako samodzielna gałąź botaniki stosowanej, stanowiąca jeden z najważniejszych czynników udoskonalania współczesnej produkcji rolniczej. Fitopatologia wykorzystuje z jednej strony wiadomości z przedmiotów ogólnoprzyrodniczych, takich jak mykologia, bakteriologia, wirusologia, fizjologia roślin, biochemia, chemia, a z drugiej strony wiadomości z przedmiotów rolniczych, takich jak uprawa roli i roślin, nawożenie, hodowla roślin i genetyka oraz maszynoznawstwo rolnicze.
Do zadań fitopatologii należy badanie objawów chorobowych, wpływu czynników chorobotwórczych na organizmy roślinne, biologii tych czynników i ich cyklu życiowego, a także opracowywanie metod i środków, które będą zapobiegać powstawaniu tych chorób lub je zwalczać.
Razem z entomologią stosowaną i herbologią tworzą odrębną dziedzinę wiedzy – ochronę roślin
- diagnostyka – identyfikacja czynników infekcyjnych,
- symptomatologia (morfologia fitopatologiczna) – badanie i opisywanie zjawisk chorobowych i objawów chorób,
- patogeneza – badanie mechanizmów odporności roślin na choroby, rozwoju chorób od momentu zakażenia rośliny oraz związane z nią współdziałanie między czynnikiem chorobotwórczym i porażoną rośliną.
- etiologia – identyfikacja, opisywanie i klasyfikacja (ustalanie przyczyn) czynników infekcyjnych chorobotwórczych (wirusy, mikoplazmy, bakterie, grzyby i pasożytnicze rośliny nasienne) oraz czynników nieinfekcyjnych chorobotwórczych (niekorzystne warunki środowiska),
- epidemiologia – rozwój chorób i ich szkodliwość w populacji roślin, głównym przedmiotem badań są źródła infekcji, wpływ czynników zewnętrznych na rozwój chorób i rozprzestrzenianie się patogenów. Zajmuje się sposobami i warunkami rozprzestrzeniania patogenów w populacji roślin oraz badaniem mechanizmów powstawania epidemii (warunków, jakie do niej doprowadzają i w jakich powstaje), jej rozwoju;
- profilaktyka – sposoby zapobiegania chorobom,
- terapeutyka – badanie środków zaradczych i sposobów ich stosowania[2].

Fitopatologia jako dziedzina biologii jest nauką teoretyczną, ale wymagania stawiane jej ze strony praktyki w rolnictwie, ogrodnictwie i leśnictwie, nadają jej kierunek praktyczny.